# La Frette-sur-Seine
La Frette-sur-Seine egy község Franciaországban. Lakosainak száma 4587 fő (2022. január 1.).

## Földrajza
La Frette-sur-Seine Montigny-lès-Cormeilles, Achères, Maisons-Laffitte, Cormeilles-en-Parisis és Herblay-sur-Seine községekkel határos.